# 秩父鉄道デキ100形電気機関車
秩父鉄道デキ100形電気機関車（ちちぶてつどうデキ100がたでんききかんしゃ）は、秩父鉄道の電気機関車。
第二次世界大戦後に日立製作所が日本各地の私鉄や専用線に供給した50t級電気機関車の一つで、デキ101、デキ102 - デキ106、それにデキ107・デキ108の3グループに分類される。2020年終了時点ではデキ102・103・105の3両が在籍している。

## デキ101
1951年11月に秩父セメントの私有機として日立製作所でデキ8として製造された。自重は48tである。

### 車体
車体は全溶接構造による12m長の箱形デッキ付で、側面に出入り口を持たないため、乗務員は乗降の際に妻面中央の出入り口を使用する。側窓構造や側面腰部のルーバー、天井のモニター屋根など、設計面で同時期に国鉄で量産中のEF15形の影響が各所に散見される。
ナンバープレートは楕円形の小型のもので、妻面のものは向かって右側（運転席側）に取り付けられている。
塗装は竣工当時一般的であった茶色1色で竣工している。

### 主要機器
当時、秩父鉄道は架線電圧が電化以来の直流1,200Vであったが、近い将来一般的な直流1,500Vに昇圧されることを見越して、当初より1,500V対応の電装品（端子電圧750V定格の主電動機など）を搭載して竣工した。
主電動機は日立HS-257Irを各台車に2基ずつ吊り掛け駆動で装架し、歯数比は牽引力を確保するために73:16=4.56と比較的高い値に設定されている。
台車は後述する松尾鉱業鉄道ED501・ED502（秩父鉄道デキ107・デキ108）と同様、ウィングばねによる軸箱支持機構と揺れ枕付きの枕ばねを備える棒台枠台車である。
制御器は直列・並列合わせて17段の電磁空気単位スイッチ式制御器を搭載し総括制御には対応せず、発電制動も搭載されていない。ただし、構内入れ替え作業に長時間使用することから、入れ替えに適するよう特に主抵抗器の設計に配慮が行われている。
パンタグラフは電車用のPS13を搭載する。これは特に秩父セメント側の指定で三角カーボンが擦板に採用されている。

### 運用
上述のとおり、当初は秩父セメントの私有機で影森から秩父地区工場への原石輸送に用いられていたが、1980年9月のデキ507竣工に伴い車籍が秩父セメントから秩父鉄道に移管された。
本車は以後の本形式と比較して自重は2t軽い上に定格引張力も6,600kgと低めで、以後の秩父鉄道で主流となった定数1,000tの貨物列車牽引ができずデキ102以降の50t級電気機関車との共通運用に充てることは難しかった。このため、本車と同様に主電動機定格出力がデキ102以降より低いデキ1形やED38形と共通運用とされ、一般貨物列車の牽引や構内入れ替えに充当された。
1973年のデキ500形製造開始以降は、同形式と共通の青色に白帯を入れた電気機関車の新標準色に変更され、さらに1980年代以降はデキ101と同様に、デキ200形以降の実績を踏まえて両側面に4箇所ずつ設けられていた機器冷却用のルーバーのうち中央寄りの2箇所が閉鎖され、前照灯も白熱灯1灯からシールドビーム1灯に交換されている。
1988年に「SLパレオエクスプレス」の運行が開始されるとC58形の後補機として起用され、1994年7月には旧形客車に合わせ再び茶色に塗装が変更されたが、1996年にはその役目も解かれ、長らく広瀬川原車両基地構内の架線の無い場所に留置されていた。
2006年3月31日付けで廃車となった後、同年5月13日に広瀬川原駅（熊谷工場）で開かれる「2006わくわく鉄道フェスタ」で補修・塗装して展示されることが発表され、当日、茶色に白帯の美しい姿で展示された。その後も広瀬川原車両基地の無架線地帯に留置されており、「わくわく鉄道フェスタ」の際に展示される。

## デキ102 - 106

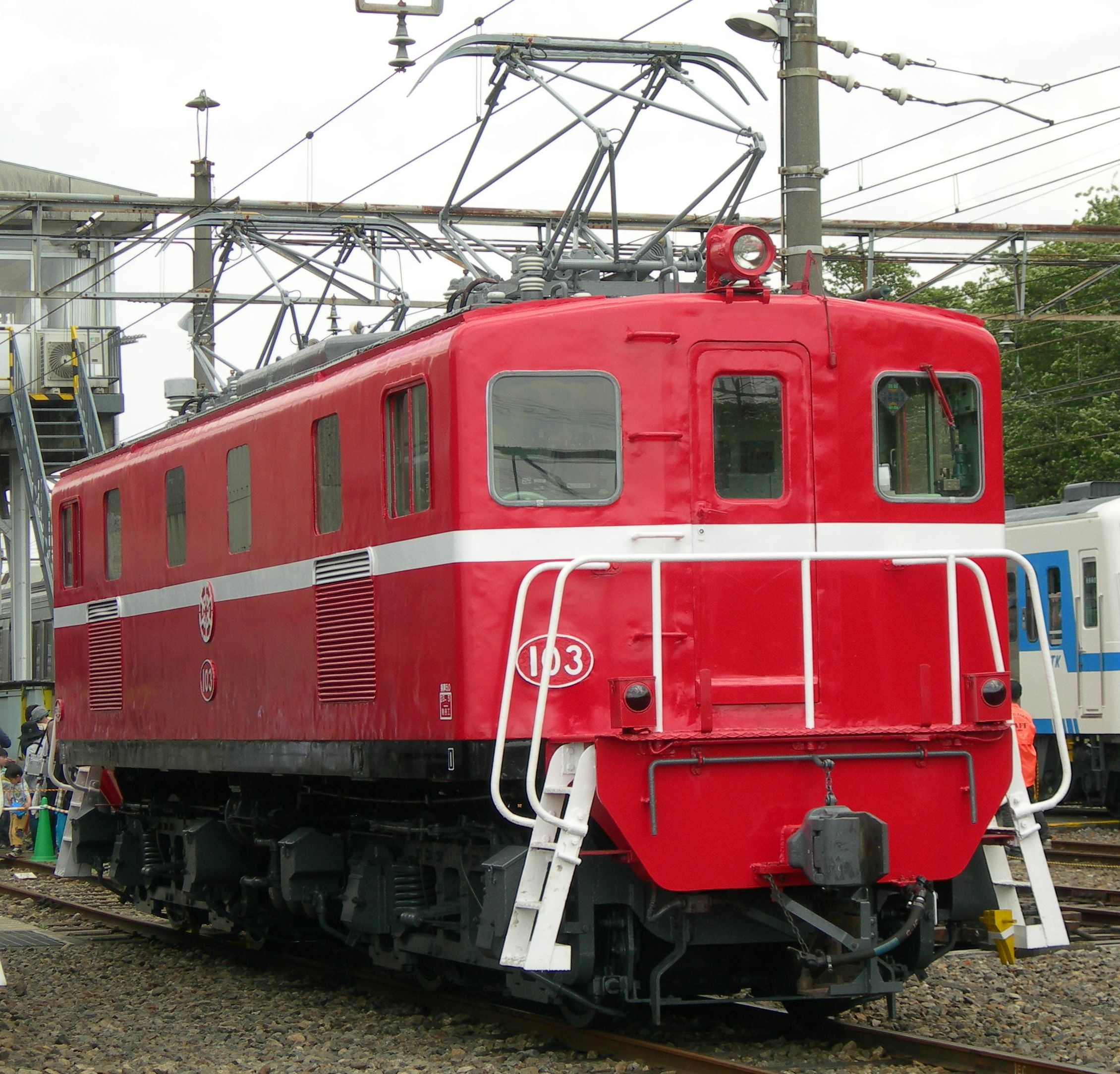
赤色塗装のデキ103

デキ101の増備車として、デキ102・デキ103が1954年、デキ104 - デキ106が1956年に製造された。
本グループ以降は当初よりデキ100形として竣工している。

### 車体
101と基本構造は共通であるが、車体長が0.6m延伸されて12.6mとなり、側窓が5枚から6枚に増やされた。また、自重も2t増加し、50tとなっている。
1954年製のデキ102・デキ103がデキ101をそのまま引き伸ばしたような角ばった車体であるのに対し、1956年製のデキ104 - デキ106は正面四隅にやや丸みがつき、若干やわらかい雰囲気となった。
なお、ナンバープレートは楕円形のものが引き続き採用されているが、本機以降は妻面のものは向かって左側（助士席側）貼付に変更されている。

### 主要機器
制御器や台車、それに駆動装置などはデキ101に準じるが、主電動機は磁気回路容量を増強した日立製作所HS-277Arを各台車2基搭載に変更され、歯数比は73:18=4.05と高速寄りにシフトした。
制御器は電磁空気単位スイッチ式手動加速制御器で、直列9段、並列7段構成となっている。主幹制御器は日立製作所MN97Cを搭載する。
長時間の入れ替え作業に備え、主抵抗器の設計に特別な配慮があるのはデキ101と同様である。なお、冷却系は自然通風式である。
パンタグラフは日立製作所K100Aを2基搭載し、摺動面を3面採れる三角カーボンを摺り板とするのもデキ101と共通である。

### 運用
主電動機の出力強化で1,000t貨物列車の単機牽引が可能となり、デキ101を含む在来車とは運用が区分された。
デキ101と同様、1970年代中盤以降塗装が青に白帯という新塗色に変更され、その後前照灯が1灯取り付け式のままで白熱灯から高照度なシールドビームに交換されている。また、両側面に4箇所ずつ設けられていた機器冷却用のルーバーのうち、中央寄りの2箇所が閉鎖されているのも同様である。
デキ106は2008年2月8日昼に影森駅構内で鉱石貨物列車牽引中に脱線転覆する事故を起こした。その後現地で一部解体の上広瀬川原車両基地に運び込まれ、後に廃車となっている。
デキ104は2013年3月に故障、運用離脱した後に広瀬川原車両基地に留置されていたが、運用復帰することなく2015年3月に除籍された。
デキ103は2011年5月15日に開催された「わくわく鉄道フェスタ」にあわせて赤色+白帯の塗装となったが、2014年6月の検査入場に際し従来の青色に戻された。

## デキ107・デキ108
元々は松尾鉱業鉄道ED501・ED502として1951年に製造された、デキ8（デキ101）の兄弟車とでもいうべき車両である。
1972年10月11日の松尾鉱業鉄道全廃に伴い秩父鉄道に譲渡され、同年12月に秩父へ到着後、改造や整備、塗装変更の上で1973年1月20日にデキ107・108として竣工した。

### 車体
同時期設計のデキ8とほぼ同一構造、同一車体長（12m）の箱形全溶接構造車体を備え、側窓数も5でデキ8と同様である。
妻面左右の窓上にひさしを備え、警笛にカバーを備えるなど積雪地帯での運用に備えた仕様となっている。
新造当初は茶色一色であったが、1950年代後半にはED501は青の濃淡に車体裾と正面が白帯、側帯とデッキ部端梁が赤という派手な塗装、ED502は湘南電車と同様の緑橙塗り分けに変更され、さらに路線廃止前には青に白帯に変更されていた。
秩父鉄道への譲渡後、これら2両については一旦は茶色1色に裾部白帯という当時の標準色に変更されたが、譲受時の青に白帯という鮮やかなカラースキームは秩父鉄道の関係者には魅力的に見えたらしく、譲受の約4ヶ月後に竣工した新型機、つまりデキ500形にそのまま採用された。その後、デキ1形やED38形を除く秩父鉄道在籍の全電気機関車についてこの塗装が標準採用されたため、これら2両についても再び松尾時代末期と同じ塗装に戻されている。
この2両は譲受時には運転台下部に立派な鋳物の長方形ナンバープレートが貼付されていたが、秩父鉄道籍への編入に際し形式称号は在来車にあってこれらに近い仕様を備える本形式のものが与えられた。この際ナンバープレートを新規製作しなかったため、この2両のみ車番が全て手書きとなっている。

### 主要機器
電化前には国鉄払い下げの国鉄4110形蒸気機関車が使用されていた、26パーミルの連続勾配区間を擁する山岳線への投入を目的として設計されたことから、同系の兄弟車（こちらの方が先行設計となる）であるデキ8と比較して自重が50tと2t重く設計された。
主電動機もより強力で降雪地帯での使用を考慮した全密閉型の日立HS-277Arを搭載、主抵抗器と共に電動送風機による強制冷却としている。
この電動機により、歯数比を75:16=4.68と低く設定して定格速度32.2km/hで8,880kgという大きな定格引張力を発揮する。
制御器は設計当時の電気機関車では一般的な電磁空気単位スイッチ式手動加速制御器を搭載し、直列9段、並列7段の力行段に加え、非常用として発電制動9段を備えていた。
台車は設計当時の流行を反映してウィングばねによる軸箱支持と揺れ枕付き枕ばねを採用した新設計の棒台枠台車が装着され、快適な乗り心地を実現している。
車体構造は一般的な全溶接組み立ての箱形車体であるが、窓・扉・鎧戸通風器などについて雪の侵入を防止するために工夫が凝らされている。
各部の仕様は同時期に日立で設計・製造されたデキ8=デキ101とほぼ同一の車体・台車に、主電動機をはじめデキ102 - 106と共通性の高い仕様の機器を先行装架したものと言え、それが路線廃止後の秩父鉄道への譲渡へとつながっている。

### 運用
松尾鉱業鉄道では全線廃止まで本線貨物列車牽引の主力機として重用された。
秩父鉄道への入籍に当たっては耐寒設備の一部撤去、非常用発電制動の廃止など在来車に無い装備の撤去が実施されたが、外観上はひさしが残るなど概ね原形を保った状態で竣工しており、就役開始後は定数1,000tの重量級貨物列車の牽引に威力を発揮した他、ELパレオエクスプレスとして客車牽引に起用されることもあった。
以後の運用や改造状況はデキ102 - 106のグループに準ずる。
デキ107は2015年3月に運用を離脱し、除籍された。残ったデキ108は同社の最古参機関車としてその後も運行されていたが、2020年12月に団体臨時列車「快速秩父路デキ108号」の牽引を最後に運用を離脱、これにより松尾鉱業鉄道に在籍していた車両は全て引退した。